# ماديسون جانسين
ماديسون جانسين (بالإنجليزية: Madison Janssen)‏ هي دراجة أسترالية، ولدت في 13 نوفمبر 1994 في غولد كوست في أستراليا.